# Antonio Bruni
Pour les articles homonymes, voir Bruni.
Antonio Bruni, né à Manduria le 15 décembre 1593 et mort à Rome le 23 septembre 1635, est un poète italien.

## Biographie
Antonio Bruni naquit le 15 décembre 1593, à Manduria dans la Terre d'Otrante. Sa famille, honnête, mais peu riche, était originaire d’Asti en Piémont. Bruni, après avoir étudié la philosophie, la théologie et les lois, se livra tout entier aux belles-lettres. Il fut secrétaire du duc d’Urbin, François Marie II, et ensuite du cardinal Gessi. Associé aux académies, il fut lié avec les poètes les plus célèbres de son temps, surtout avec le Cavalier Marin, dont il suivit l’école, et imita le style. Il eut de son vivant une grande réputation, qui s’est un peu éclipsée depuis, comme celle de son maître. Il était très-gai, très-bon convive, mais d’un embonpoint excessif, et si gourmand, que l’on assure qu’il abrégea sa vie par des excès de bonne chère. Il mourut à Rome le 23 septembre 1635.

## Œuvres
On a de lui :
- Selva di Parnaso, parte 1 et 2, Venise, 1615, in-12. Ce sont des poésies mêlées, des amours, des fantaisies, des éloges, des funérailles, des moralités, des plaisanteries, des dévotions, des madrigaux, des jeux, etc.
- Epistole eroiche, libri 2, Milan, 1626 et 1627, in-12 ; Rome, 1634, in-8° ; Venise, 1636, in-12, etc. Haym annonce que la meilleure édition est celle où chaque épître est ornée d’une gravure, d’après les dessins du Guide, du Dominiquin, et d’autres peintres célèbres. Ce n’est point celle de Venise, 1636, qui porte ces ornements, mais celle de Rome, 1647, augmentée de plusieurs pièces, et donnée par Mascardi, ad istanza d’Alessandro Lancia : c’est la huitième édition. Dans ces épîtres, Bruni voulut imiter les Héroïdes d’Ovide ; les personnages qu’il y fait parler, ou plutôt écrire, sont tirés de l’histoire ancienne et moderne, de la fable, des romans, etc. C’est son meilleur ouvrage, encore y trouve-t-on plus souvent les défauts d’Ovide que ses beautés.
- Le Tre Grazie, rime, con la Pallade, cioè proposte e risposte, Rome, 1630, in-12.
- Le Veneri, cioè la Celeste e la Terrestre, poesie ; e il Pomo d’oro, proposte e risposte, Rome, 1633 et 1634, in-12.